# Єрмолова Валентина Іванівна
Валентина Іванівна Єрмолова (7 лютого 1940 — 19 лютого 2023) — радянська і українська письменниця та сценаристка. Член Національної спілки кінематографістів України (1978), Національної спілки письменників України (1979). Заслужений працівник культури України (2000).

## Життєпис
Народилася 7 лютого 1940 р. у с. Староалейка Алтайського краю в родині робітника.
Працювала у газетах та на телебаченні (1957—1960).
Закінчила сценарний факультет Всесоюзного державного інститугу кінематографії (1967, майстерня Й. Маневича).
З 1967 р. до 1971 р. працювала сценаристом «Київнаукфільму».
Померла 19 лютого 2023 року.

## Творчість
Автор книг:
- В грозу на качелях (повість)
- Мужские прогулки (повість)
- Планета Вода (роман)
- И жизни пир весёлый (роман)
- Пелынь судеб наших (роман)
- Призраки площадей (роман)
- Мой вечереющий сад (2014, роман)

## Фільмографія
Автор сценаріїв док. стрічок:
- «Земле моя, доле моя» (1967, док. фільм, реж. Т. Золоєв)
- «М'язи — XX століття» (1967, приз в Кортіна д'Ампеццо)
- «У прекрасному і шаленому світі» (1969, реж. Л. Островська)
- «Червоне вугілля планети» (1973, реж. І. Стависький)
- «Роздуми про моду» (1974)
- «Роздуми про допитливість» (1974, у співавт., реж. О. Ігішев)
- «Нагадування» (1975)
- «Контакти» (1975, реж. В. Олендер. Диплом МКФ короткометражних фільмів, Чехословаччина)
- «Вони тікали з рідного дому» (1976, реж. Л. Михалевич) та ін.